# Dolní Slivno
Dolní Slivno (dt.: „Nieder Pflaum“) ist eine Gemeinde im Okres Mladá Boleslav in der Region Mittelböhmen in der Tschechischen Republik. Es hat ungefähr 400 Einwohner.

## Geographie

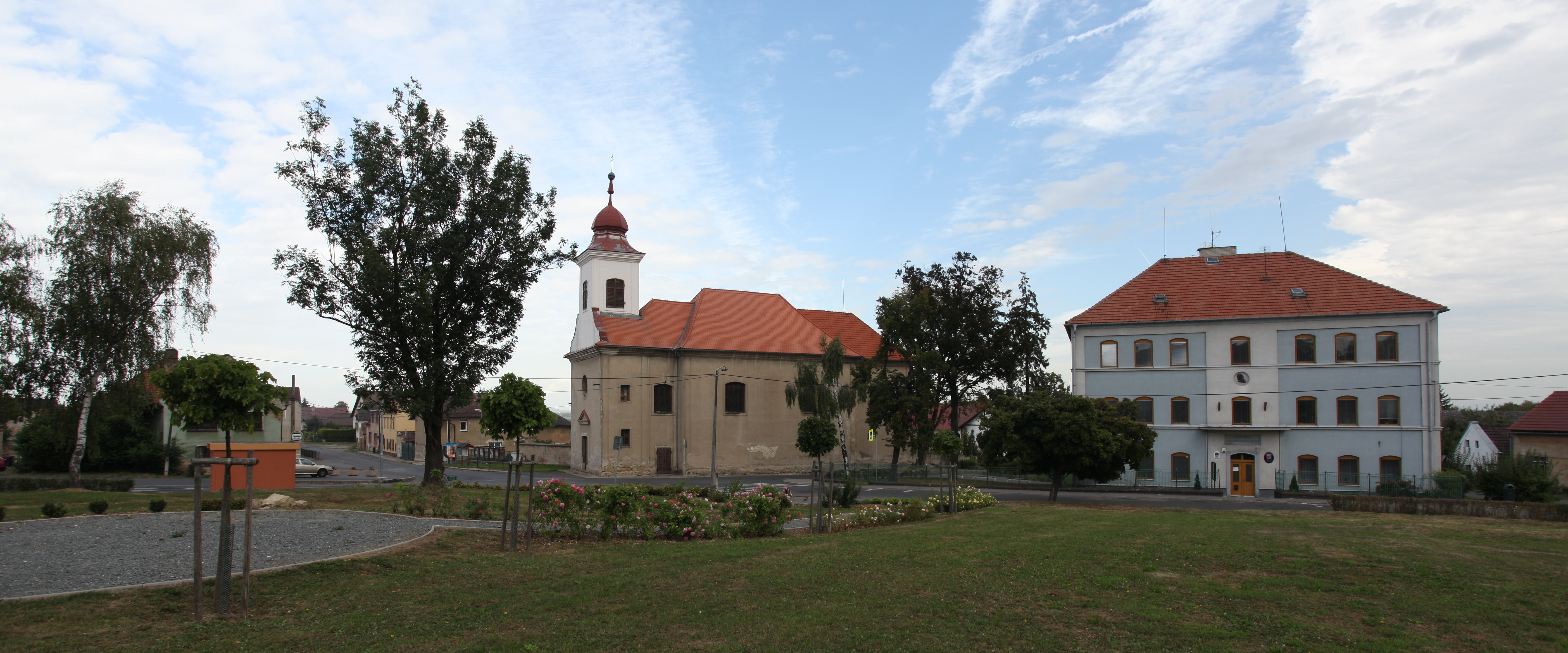
Ortsmitte von Dolní Slivno mit der Pfarrkirche „Franz von Assisi“ und dem Gemeindeamt

Dolní Slivno liegt im Okres Mladá Boleslav im Norden der Region Mittelböhmen in der Tschechischen Republik. Die Gemeinde hat eine Fläche von 11,36 km² und liegt auf einer Höhe von 268 m n.m. Der Ort liegt etwas abseits zwischen Europastraße 65 (D 10) im Süden und Silnice 16 im Norden. Im Umkreis liegen die Ortschaften Kropáčova Vrutice (N), Hřivno (NO) Sedlec (O) und Mečeříž (SO), sowie Horní Slivno (W).

## Geschichte
Dolní Slivno wurde 1223 erstmals schriftlich erwähnt.

## Gemeindegliederung
Die Gemeinde Dolní Slivno besteht aus den Ortsteilen Dolní Slivno und Slivínko.

## Sehenswürdigkeiten
- Pfarrkirche Kostel svatého Františka z Assisi (Dolní Slivno)